# Nicolas Baert

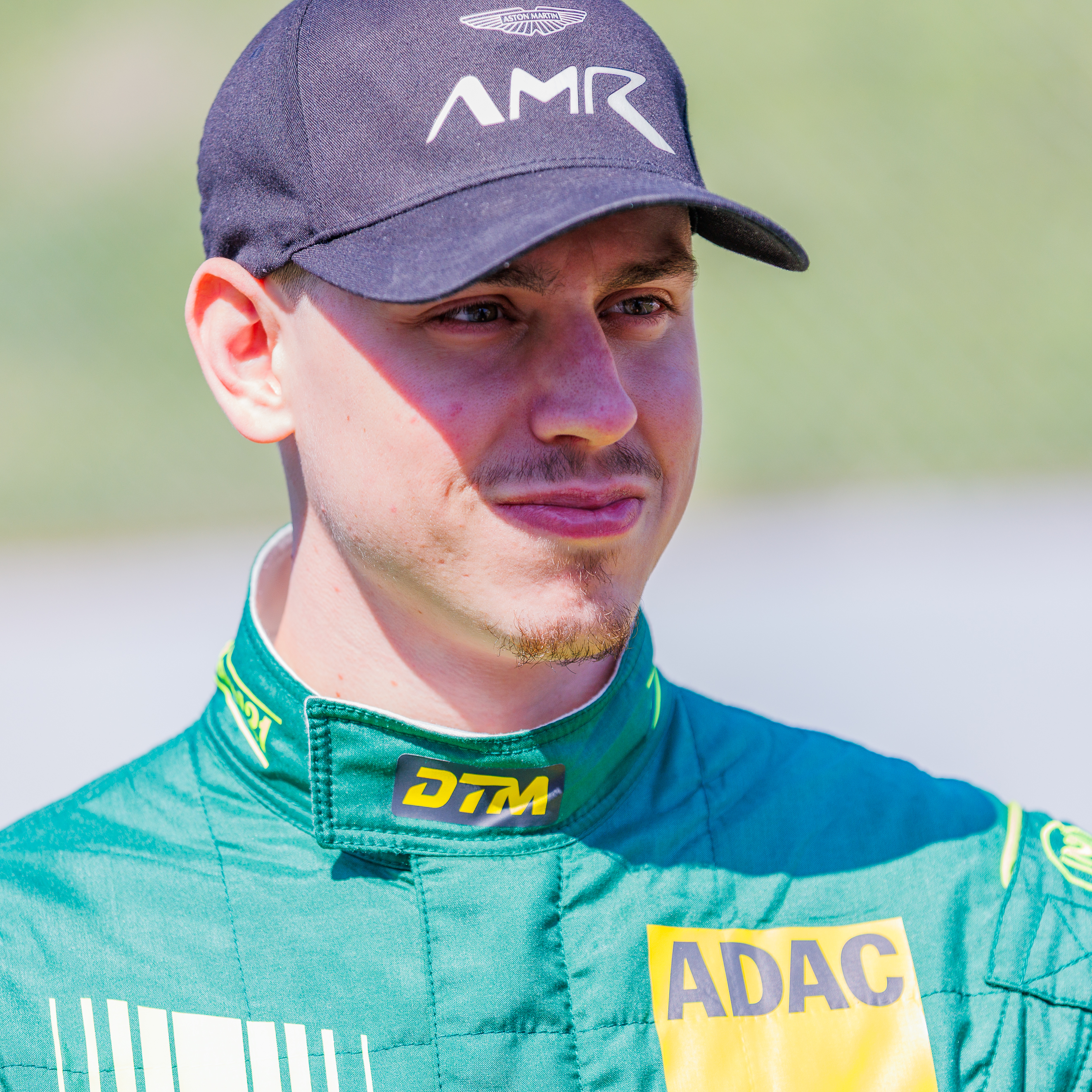
Nicolas Baert bei der DTM in Oschersleben im Jahr 2025

Nicolas Baert (* 8. August 2001 in Antwerpen, Belgien.) ist ein belgischer Automobilrennfahrer.

## Karriere
Nicolas Baert begann seiner Rennfahrerkarriere im Jahr 2017, im Kartsport, den er bis 2018 betrieb. Im Jahr 2019 startet er der Spanischen Formel 4 Meisterschaft. Im Jahr 2020 konnte er seinen ersten Sieg in der Europäische TCR Serie einfahren, daneben ist er auch im FIA Tourenwagen Weltcup angetreten. In der DTM-Saison 2025 fährt er für das Team Comtoyou Racing.

## Statistik

### Karrierestationen
| - 2017–2018: Kartsport - 2019: Spanische Formel 4 Meisterschaft - 2020–2021: Europäische TCR Serie - 2022: GT World Challenge Europa Sprint Cup, Klasse Silver Cup - 2023: GT World Challenge Europa Langstrecken Cup, Klasse Gold Cup (Meister) - 2023–2024: GT World Challenge Europa Sprint Cup, Klasse PRO Cup - 2024–2025: GT World Challenge Europa Langstrecken Cup, Klasse Silver Cup - 2025: DTM |